# يوريكا (نيفادا)
يوريكا (بالإنجليزية: Eureka)‏ هو مكان مخصص للتعداد ومقر مقاطعة يوريكا في ولاية نيفادا الأمريكية.  ويبلغ عدد سكان يوريكا 610 نسمة حسب تعداد عام 2010،  وهي أكبر تجمع سكني في مقاطعة يوريكا. تشمل معالم الجذب دار أبرا يوريكا (التي بنيت في عام 1880 وأعيد ترميمها في عام 1993) وسوق رين ومتحف الحياة البرية (الذي بني في عام 1887) وفندق جاكسون هاوس (الذي بني عام 1877) ومتحف يوريكا سنتينل (الذي يضم مبنى صحيفة يوريكا سنتينل) .
يوريكا هو جزء من منطقة إلكو العمرانية الإحصائية.

## التركيبة السكانية
حدّد مكتب تعداد الولايات المتحدة بيانات التركيبة السكانية ليوريكا في تعداد الولايات المتحدة. في ما يلي، التركيبة السكانية حسب تعدادي 2000 و2010.

### تعداد عام 2010
بلغ عدد سكان يوريكا 610 نسمة بحسب تعداد عام 2010، وبلغ عدد الأسر 272 أسرة وعدد العائلات 152 عائلة مقيمة في المنطقة السكنية. في حين سجلت الكثافة السكانية 169.4 نسمة لكل كيلومتر مربع (438.7/ميل2). وبلغ عدد الوحدات السكنية 346 وحدة بمتوسط كثافة قدره 96.1 لكل كيلومتر مربع (248.9/ميل2).
وتوزع التركيب العرقي للمنطقة السكنية بنسبة 89.51% من البيض و0.33% من الأمريكيين الأفارقة و2.79% من الأمريكيين الأصليين و1.15% من الأمريكيين ذوي الأصول الآسيوية و4.43% من الأعراق الأخرى و1.80% من عرقين مختلطين أو أكثر و11.64% من الهسبانيون أو اللاتينيون من أي عرق.
بلغ عدد الأسر 272 أسرة كانت نسبة 27.2% منها لديها أطفال تحت سن الثامنة عشر تعيش معهم، وبلغت نسبة الأزواج القاطنين مع بعضهم البعض 48.2% من أصل المجموع الكلي للأسر، ونسبة 5.1% من الأسر كان لديها معيلات من الإناث دون وجود شريك، بينما كانت نسبة 2.6% من الأسر لديها معيلون من الذكور دون وجود شريكة وكانت نسبة 44.1% من غير العائلات. تألفت نسبة 36.4% من أصل جميع الأسر من عدة أفراد يعيشون في نفس المنزل ونسبة 12.9% كانت تتألف من شخص يعيش بمفرده يبلغ من العمر 65 عاماً أو أكثر. وبلغ متوسط حجم الأسرة المعيشية 2.24، أما متوسط حجم العائلات فبلغ 2.98.
بلغ العمر الوسطي للسكان 43.4 عاماً. وكانت نسبة 25.1% من القاطنين تحت سن الثامنة عشر، وكانت نسبة 5.2% بين الثامنة عشر والرابعة والعشرين عاماً، ونسبة 21.5% كانت واقعةً في الفئة العمرية ما بين الخامسة والعشرين والرابعة والأربعين عاماً، ونسبة 34.9% كانت ما بين الخامسة والأربعين والرابعة والستين، ونسبة 13.3% كانت ضمن فئة الخامسة والستين عاماً فما فوق. وتوزع التركيب الجنسي للسكان بنسبة 51.6% ذكور و48.4% إناث.

## المناخ
يظهر الجدول التالي التغييرات المناخية على مدار السنة ليوريكا:
| البيانات المناخية لـيوريكا                                 | البيانات المناخية لـيوريكا | البيانات المناخية لـيوريكا | البيانات المناخية لـيوريكا | البيانات المناخية لـيوريكا | البيانات المناخية لـيوريكا | البيانات المناخية لـيوريكا | البيانات المناخية لـيوريكا | البيانات المناخية لـيوريكا | البيانات المناخية لـيوريكا | البيانات المناخية لـيوريكا | البيانات المناخية لـيوريكا | البيانات المناخية لـيوريكا | البيانات المناخية لـيوريكا |
| الشهر                                                      | يناير                      | فبراير                     | مارس                       | أبريل                      | مايو                       | يونيو                      | يوليو                      | أغسطس                      | سبتمبر                     | أكتوبر                     | نوفمبر                     | ديسمبر                     | المعدل السنوي              |
| ---------------------------------------------------------- | -------------------------- | -------------------------- | -------------------------- | -------------------------- | -------------------------- | -------------------------- | -------------------------- | -------------------------- | -------------------------- | -------------------------- | -------------------------- | -------------------------- | -------------------------- |
| الدرجة القصوى °ف (°م)                                      | 61 (16)                    | 65 (18)                    | 75 (24)                    | 81 (27)                    | 91 (33)                    | 95 (35)                    | 98 (37)                    | 97 (36)                    | 90 (32)                    | 86 (30)                    | 72 (22)                    | 63 (17)                    | 98 (37)                    |
| متوسط درجة الحرارة الكبرى °ف (°م)                          | 36.9 (2.7)                 | 40.7 (4.8)                 | 46.9 (8.3)                 | 54.9 (12.7)                | 64.5 (18.1)                | 75.8 (24.3)                | 84.5 (29.2)                | 82.6 (28.1)                | 73.5 (23.1)                | 61.3 (16.3)                | 46.0 (7.8)                 | 38.1 (3.4)                 | 58.8 (14.9)                |
| متوسط درجة الحرارة الصغرى °ف (°م)                          | 16.3 (−8.7)                | 19.3 (−7.1)                | 24.0 (−4.4)                | 28.8 (−1.8)                | 36.5 (2.5)                 | 44.6 (7.0)                 | 52.4 (11.3)                | 51.6 (10.9)                | 43.7 (6.5)                 | 33.6 (0.9)                 | 23.4 (−4.8)                | 16.7 (−8.5)                | 32.6 (0.3)                 |
| أدنى درجة حرارة °ف (°م)                                    | −26 (−32)                  | −23 (−31)                  | −9 (−23)                   | 5 (−15)                    | 10 (−12)                   | 11 (−12)                   | 29 (−2)                    | 30 (−1)                    | 5 (−15)                    | 3 (−16)                    | −11 (−24)                  | −21 (−29)                  | −26 (−32)                  |
| الهطول إنش (مم)                                            | 1.00 (25)                  | 0.91 (23)                  | 1.45 (37)                  | 1.16 (29)                  | 1.54 (39)                  | 0.74 (19)                  | 0.55 (14)                  | 0.83 (21)                  | 1.00 (25)                  | 1.05 (27)                  | 0.95 (24)                  | 0.88 (22)                  | 12.06 (305)                |
| متوسط تساقط الثلوج إنش (سم)                                | 12.7 (32)                  | 6.9 (18)                   | 11.4 (29)                  | 6.6 (17)                   | 4.0 (10)                   | 0.1 (0.25)                 | 0.0 (0.0)                  | 0.0 (0.0)                  | 0.7 (1.8)                  | 2.0 (5.1)                  | 7.3 (19)                   | 9.4 (24)                   | 61.1 (156.15)              |
| متوسط أيام هطول الأمطار (≥ 0.01 inch)                      | 5.9                        | 5.3                        | 7.6                        | 5.9                        | 6.2                        | 4.2                        | 3.3                        | 3.9                        | 3.8                        | 4.5                        | 4.7                        | 5.6                        | 60.9                       |
| متوسط الأيام المثلجة (≥ 0.1 inch)                          | 5.2                        | 3.8                        | 4.7                        | 2.6                        | 1.2                        | 0.1                        | 0.0                        | 0.0                        | 0.2                        | 1.0                        | 2.7                        | 4.4                        | 25.9                       |
| المصدر #1: National Oceanic and Atmospheric Administration |                            |                            |                            |                            |                            |                            |                            |                            |                            |                            |                            |                            |                            |
| المصدر #2: National Weather Service, Elko, Nevada          |                            |                            |                            |                            |                            |                            |                            |                            |                            |                            |                            |                            |                            |

## معرض صور

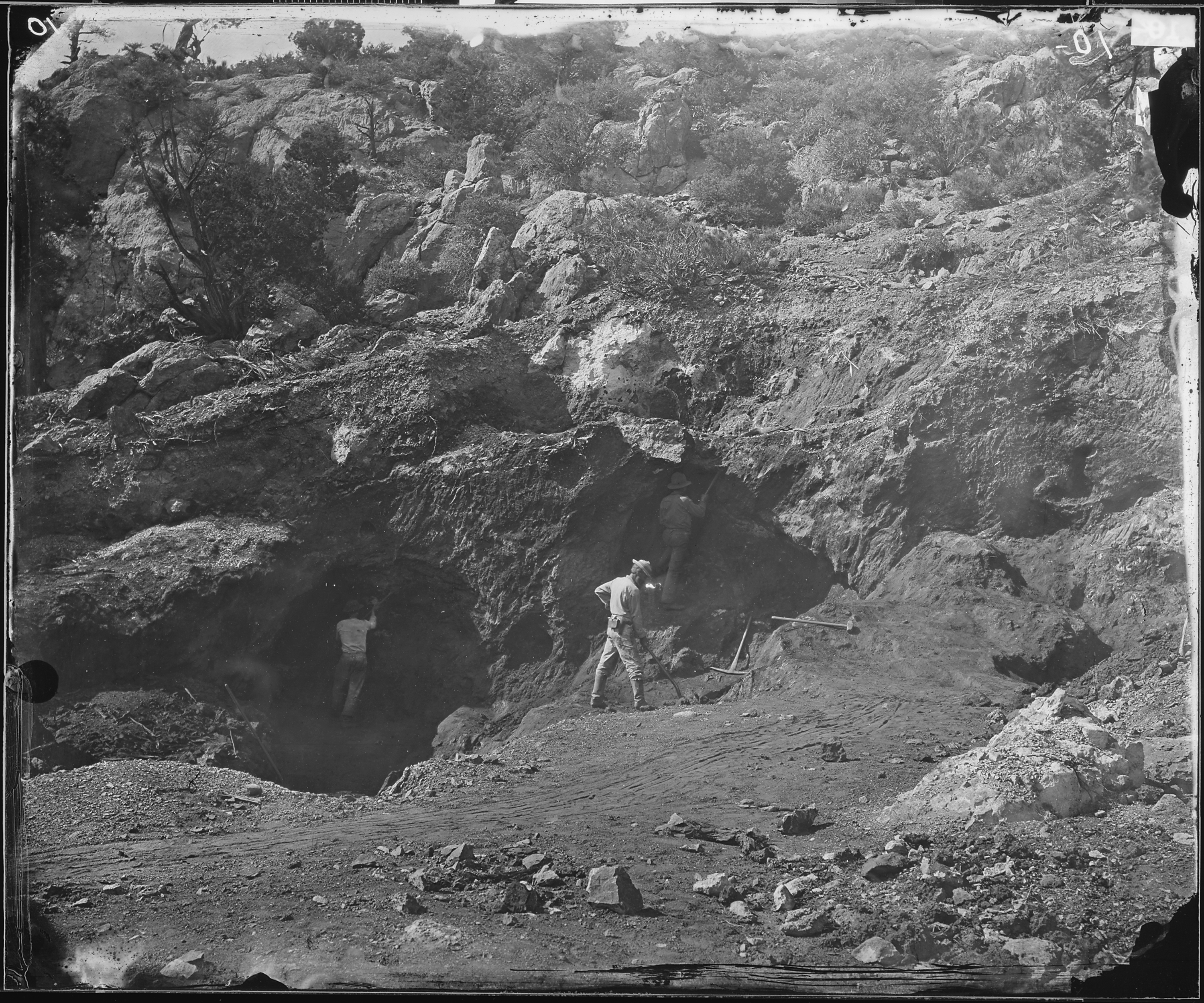
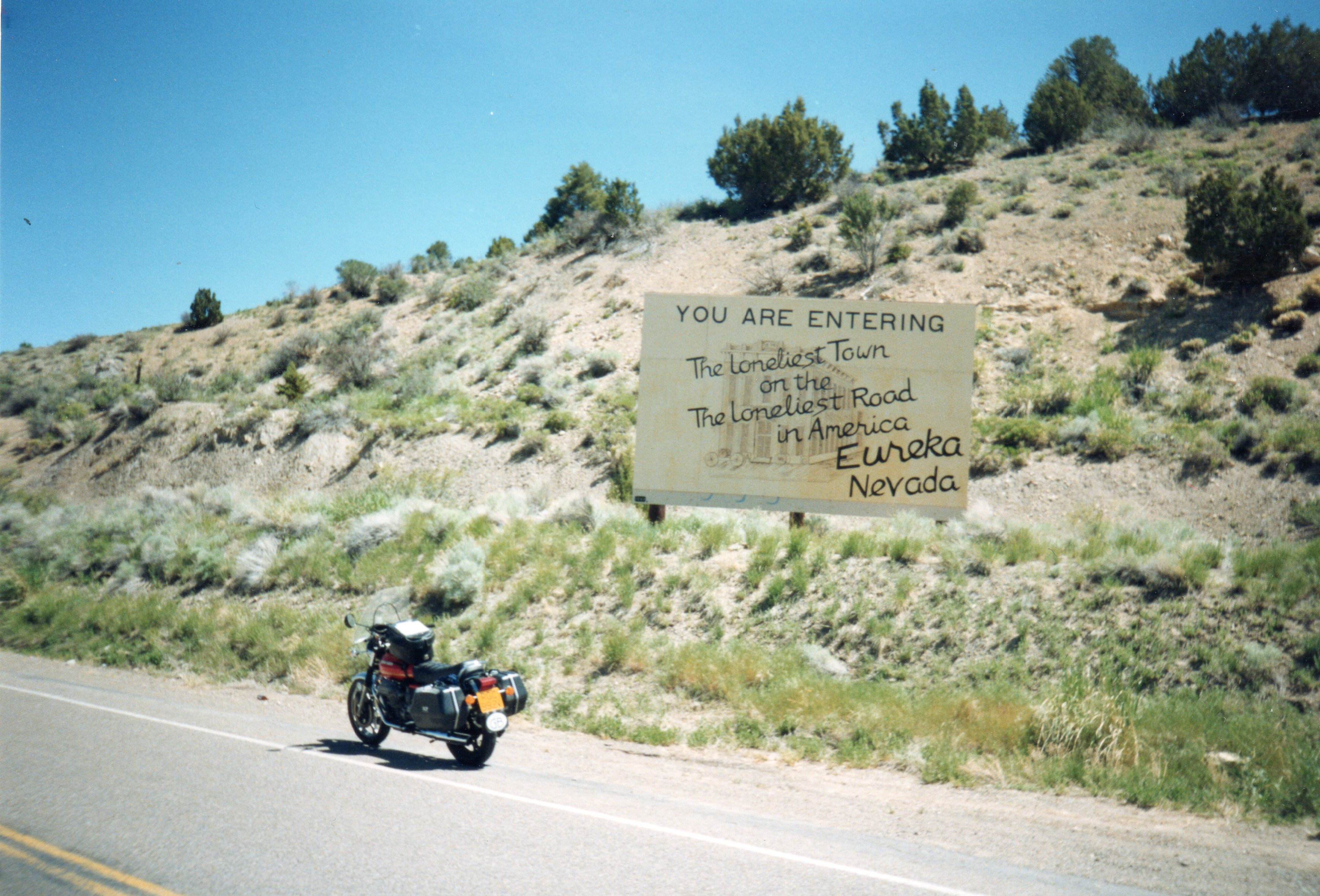
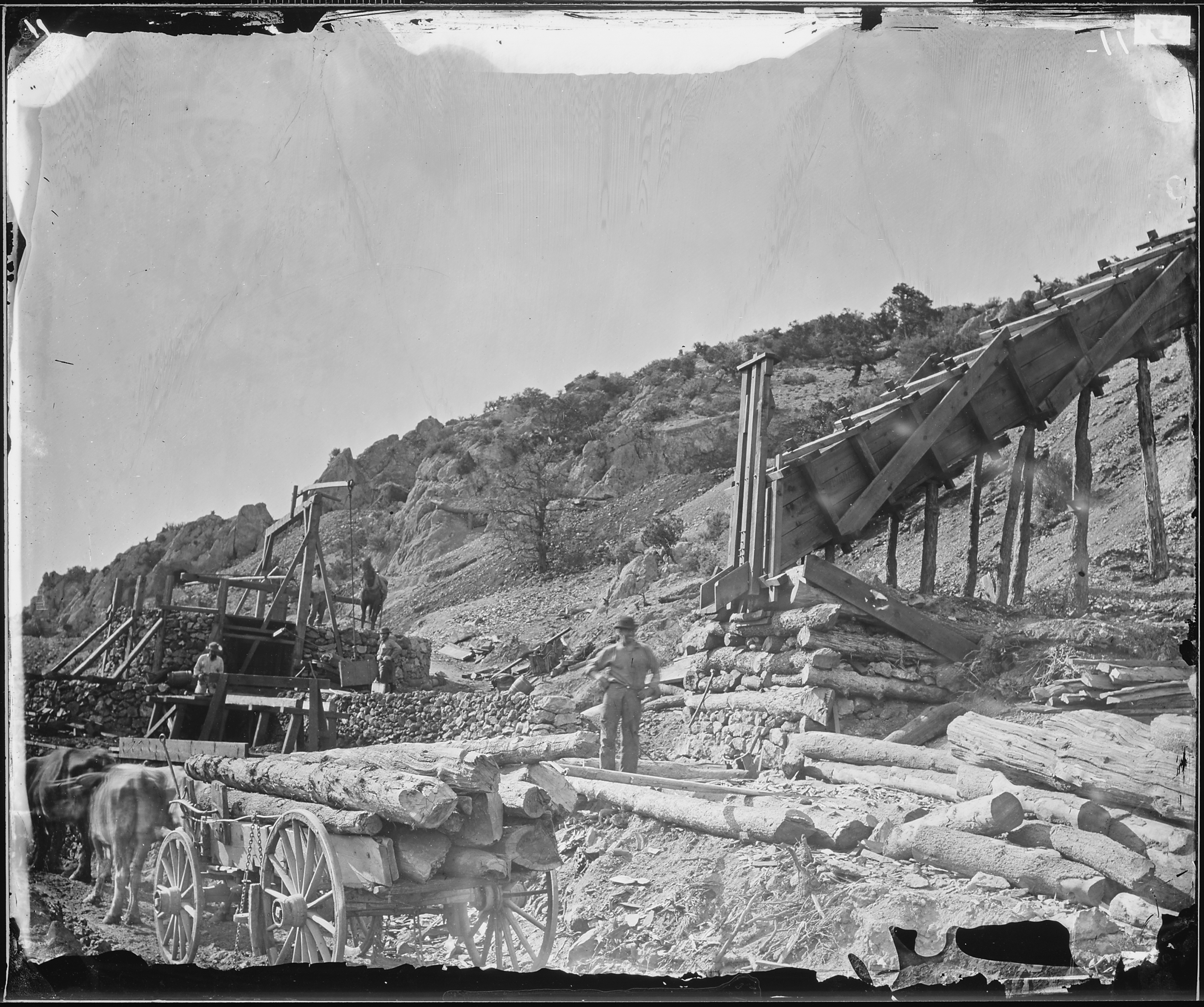
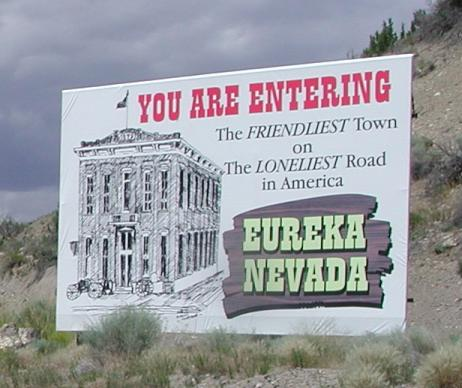